# 八角三郎
八角 三郎（やすみ さぶろう、1880年（明治13年）12月19日 - 1965年（昭和40年）1月20日）は、日本の海軍軍人、政治家。最終階級は海軍中将、衆議院議員。

## 生涯
岩手県盛岡市出身。栃内曽次郎海軍大将は叔父。八角が海軍兵学校を志願するきっかけは原敬の激励だったという。

### 海軍
岩手県立盛岡尋常中学校より海軍兵学校(29期)へ進んだ。席次は入校時137名中119番。卒業時は125名中75番。第一駆逐隊所属の駆逐艦｢吹雪｣乗組み中尉として日本海海戦に参戦。大尉時代に『敵艦進路及び速力の誤測に対する命中限界算法、魚雷動的発射に於ける誤差』と題する論文を発表 し、海軍水雷術の発展に貢献している。海軍水雷学校校長、第二水雷戦隊司令官を務めた水雷の権威である。また海軍部内の中国通として知られワシントン会議 (1922年)では、随員候補となった。大湊要港部司令官を最後に予備役となった。

### 政治家
郷里の岩手県から政友会の推薦を受け衆議院議員に立候補し、投票数6833票を獲得し当選。以来4期13年間務めた。米内光政は中学の同級生で、兵学校も同期の親友 であったが、太平洋戦争を終結させた鈴木貫太郎内閣では、海軍大臣米内を補佐をする意味合いも兼ね内閣顧問に就任した。鈴木首相や米内海相、東郷外相などが中心になって進めた終戦工作に協力している。なお鈴木内閣の国務大臣左近司政三は海軍大学校甲種学生の同期生であった。
戦後は大政翼賛会の推薦議員のため公職追放となった。

### 人物
海軍兵学校の同期生では米内のほか荒城二郎、米村末喜と親しかったといわれる。一方で対英米強硬派の石丸藤太との関係は芳しく無かった。米内に劣らぬ長身であった。

## 家族
- 母方祖父・栃内理平 ‐ 盛岡藩士
- 父・八角彪一郞 ‐ 盛岡藩士[4]
- 叔父・栃内曽次郎
- 妻・澄子 ‐ 海軍兵学校教師・荒川重平の四女[5]
- 長男・高士 ‐ 岳父に安井誠一郎
- 相婿・新村出

## 年譜
- 1880年（明治13年）12月19日- 岩手県南岩手郡仙北町(現在の盛岡市)生
- 1886年（明治19年）4月1日- 岩手県立盛岡師範学校附属小学校入学
- 1893年（明治26年）3月31日- 岩手県立盛岡師範学校附属小学校卒業
  - 4月1日- 岩手県立盛岡尋常中学校入学
- 1898年（明治31年）3月31日- 岩手県立盛岡尋常中学校卒業
  - 12月17日- 海軍兵学校入校
- 1901年（明治34年）12月14日- 海軍兵学校卒業  海軍少尉候補生・砲艦「比叡（初代）」乗組・練習艦隊近海航海出発 対馬~釜山~ウラジオストック方面巡航
- 1902年（明治35年）1月26日- 帰着
  - 2月19日- 練習艦隊遠洋航海出発 マニラ~パーム島~タウンズビル~メルボルン~ホバート~オークランド~スバ~釜山~馬山浦方面巡航 
  - 8月25日- 帰着
  - 9月3日- 戦艦「初瀬」乗組
  - 11月8日- 砲艦「比叡」乗組
- 1903年（明治36年）1月23日- 任 海軍少尉・戦艦「富士」乗組
- 1904年（明治37年）7月13日- 任 海軍中尉
  - 8月12日- 兼 戦艦「三笠」臨時乗組
  - 8月29日- 免 戦艦「三笠」臨時乗組
- 1905年（明治38年）2月13日- 3等駆逐艦「吹雪（初代）」乗組 兼呉海軍工廠装委員
  - 8月31日- 舞鶴海兵団分隊長心得
  - 12月12日- 海軍水雷術練習所学生
- 1906年（明治39年）7月12日- 第6水雷艇隊艇長心得
  - 9月28日- 任 海軍大尉・第6水雷艇隊艇長
- 1907年（明治40年）4月5日- 3等巡洋艦「明石」水雷長兼分隊長
  - 9月3日- 2等巡洋艦「橋立」分隊長
- 1908年（明治41年）8月6日- 横須賀鎮守府附
  - 9月4日- 通報艦「最上（初代）」分隊長
  - 9月25日- 3等駆逐艦「白露」駆逐艦長
  - 11月20日- 海軍水雷学校教官兼分隊長
- 1909年（明治42年）4月17日- 免分隊長 兼副官
  - 12月1日- 免副官 兼練習水雷艇隊艇長
- 1910年（明治43年）4月1日- 免練習水雷艇隊艇長 兼第4水雷艇隊艇長
  - 12月1日- 海軍大学校甲種第10期学生
- 1912年（明治45年）5月22日- 海軍大学校卒業 卒業時成績順位10名中第6位
  - 5月25日- 巡洋戦艦「鞍馬」分隊長
  - 12月1日- 馬公要港部副官兼参謀
- 1913年（大正2年）10月14日- 海軍省軍令部出仕
- 1914年（大正3年）4月22日- 軍事参議官伊集院五郎海軍大将副官兼軍令部出仕
  - 7月1日- 兼 海軍省軍令部参謀
  - 12月1日- 免 副官
- 1916年（大正5年）12月1日- 任 海軍中佐
- 1917年（大正6年）12月1日- 軍令部出仕　臨時軍事調査会委員 
  - 12月15日- 第7戦隊水雷参謀
- 1918年（大正7年）8月10日- 遣支艦隊水雷参謀
  - 12月1日- 在支那日本公使館附海軍駐在武官 天津駐在
- 1920年（大正9年）12月1日- 任 海軍大佐
- 1921年（大正10年）5月30日- 帰朝
  - 11月1日- 2等巡洋艦「利根（初代）」艦長
- 1922年（大正11年）5月30日- 戦艦「三笠」艦長
  - 9月8日- 軍令部第3班第5課長
- 1923年（大正12年）5月15日- 横須賀鎮守府附 欧米各国出張
- 1924年（大正13年）3月3日- 帰朝
  - 6月10日- 軍令部参謀
  - 7月18日- 1等海防艦「磐手」艦長
  - 11月1日- 巡洋戦艦「金剛」艦長
- 1925年（大正14年）12月1日- 任 海軍少将・第1水雷戦隊司令官
- 1926年（大正15年）12月1日- 第2水雷戦隊司令官
- 1927年（昭和2年）12月1日- 海軍水雷学校長
- 1929年（昭和4年）9月12日- 横須賀鎮守府附
  - 11月30日- 大湊要港部司令官
- 1930年（昭和5年）12月1日- 任 海軍中将
- 1931年（昭和6年）3月1日- 軍令部出仕
  - 3月20日- 待命
  - 3月31日- 予備役編入
- 1932年（昭和7年）2月22日- 衆議院議員（政友会所属）
- 1937年（昭和12年）6月24日- 拓務省政務次官
- 1939年（昭和14年）1月19日- 拓務省政務次官依願免
- 1940年（昭和15年）10月13日- 大政翼賛会中央訓練所所長
- 1942年（昭和17年）6月1日- 免 大政翼賛会中央訓練所所長
- 1945年（昭和20年）4月26日- 鈴木内閣顧問
  - 8月20日- 免 鈴木内閣顧問
  - 12月18日- 衆議院議員辞職
- 1961年（昭和36年）4月1日- 財団法人岩手県学生援護会理事
- 1965年（昭和40年）1月20日- 死去 享年84

## 栄典
位階
- 1903年（明治36年）4月10日 - 正八位[6]
- 1904年（明治37年）8月30日 - 従七位[7]
- 1906年（明治39年）11月30日 - 正七位[8]
- 1911年（明治44年）12月20日 - 従六位[9]
- 1916年（大正5年）12月28日 - 正六位[10]
- 1921年（大正10年）1月20日 - 従五位[11]
- 1926年（大正15年）1月15日 - 正五位[12]
- 1930年（昭和5年）12月27日 - 従四位[13]
- 1931年（昭和6年）4月15日 - 正四位[14]

勲章等
- 1906年（明治39年）4月1日 - 功五級金鵄勲章・勲五等双光旭日章・明治三十七八年従軍記章[15]
- 1913年（大正2年）11月28日 - 勲四等瑞宝章[16]
- 1915年（大正4年）11月7日 - 旭日小綬章・大正三四年従軍記章[17]
- 1920年（大正9年）11月1日 - 戦捷記章[18]

## 主要著述物
- 『思い出ずることども』杜陵印刷（私稿版）、1957年。
- 『忘れ得ぬことゞも』熊谷印刷（印刷）、1959年。